# NGC 4319
NGC 4319 је спирална галаксија у сазвежђу Змај која се налази на NGC листи објеката дубоког неба.
Деклинација објекта је + 75° 19' 21" а ректасцензија 12h 21m 43,9s. Привидна величина (магнитуда) објекта NGC 4319 износи 12,0 а фотографска магнитуда 12,8. Налази се на удаљености од 28,2000 милиона парсека од Сунца. NGC 4319 је још познат и под ознакама NGC 4345, UGC 7429, MCG 13-9-25, CGCG 352-29, IRAS 12195+7535, PGC 39981.